# Nouvelles Canaries-Bloc canariste
Nouvelles Canaries-Bloc canariste (en espagnol : Nueva Canarias-Bloque Canarista), abrégé NC-BC, est un parti politique espagnol de centre gauche, actif sur les îles Canaries.
Il est fondé le 26 février 2005, sur Grande Canarie par Román Rodríguez Rodríguez, ancien président du gouvernement des Canaries, après que les membres de l'Initiative nationaliste canarienne (ICAN) ont été expulsés de la Coalition canarienne (CC).

## Historique

### Dissolution administrative
Le ministère de l'Intérieur révèle le 25 juillet 2022 qu'il a rayé Nouvelles Canaries du registre des partis politiques un an plus tôt, le 12 juillet 2021, conformément à une décision de justice prise un mois auparavant. Ce jugement s'appuie sur le fait que NC n'a pas présenté ses comptes certifiés pendant trois ans. Le parti s'enregistre de nouveau le mois suivant et modifie à cette occasion son nom, y accolant l'expression « Bloc canariste ».
Le 24 novembre, le cinquième tribunal central du contentieux administratif annule la décision qu'il avait prise en juin 2021 d'autoriser le ministère à dissoudre Nouvelles Canaries, considérant que le parti n'avait pas été notifié de la procédure à son encontre.

## Résultats électoraux

### Élections des communautés autonomes et municipales en 2007
Aux élections municipales espagnoles du 27 mai 2007, Nouvelles Canaries devient la quatrième force politique des Canaries.
Aux élections des cabildos, ils obtiennent six conseillers :
- quatre à Gran Canaria, où après s'être allié avec le Parti socialiste des Canaries-PSOE (PSC-PSOE), Nueva Canarias fait partie du gouvernement du cabildo.
- deux à Lanzarote, en s'alliant avec le PNL (Parti nationaliste de Lanzarote).

Au cours des élections autonomiques, le parti confirme sa position de quatrième parti de l'archipel mais échoue à franchir le seuil électoral de 6 % des suffrages exprimés avec 5,58 % des voix.

### Élections législatives de 2008
Lors des élections législatives du 9 mars 2008, Nouvelles Canaries présente des candidatures seulement dans la province de Las Palmas. Le parti conserve sa quatrième place dans les Canaries.